# Тольтеки
Тольте́ки — индейский народ юто-ацтекской языковой семьи, живший в VIII-XII веках на территории Мезоамерики.

## История
В VIII в. н. э. тольтеки вторглись с севера в Центральную Мексику, в IX веке создали большое государство, охватившее центральные и северные районы Мексики со столицей в Серро-де-ла-Эстрелья, а затем в Толлане (Толлан; современная Тула. Другие названия Тлиллан-Тлапаллан, Толула, Чолула, Чолула-Коа). Тольтеки, как и ацтеки, говорили на одном из языков группы науа. Как их предшественники, майя, они строили величественные храмы на вершинах гор и имели высокий уровень цивилизации.
В X веке военные отряды тольтеков подчинили отдельные группы майя на Юкатане и в горной Гватемале, где находились крупные города-государства — Чичен Ица, Ушмаль, Майяпан, Гумарках, Ишимче и др. В то же время, в результате внутренних конфликтов в империи тольтеков, от них откололась и мигрировала на территорию современного Сальвадора большая группа населения, влившаяся в цивилизацию Пипилей.
Во второй половине XII века н. э. новое нашествие с севера воинственных племён, последней волной которых были ацтеки, положило конец владычеству тольтеков в Мексике. Ко времени испанского завоевания (XVI век) тольтеки давно стали легендарным народом; им приписывались все культурные достижения прошлого.

## Ремесло
Национальным ремеслом тольтеков, кроме привычного гончарного производства, изготовления каменных мозаик и производства тканей, было выполнение предметов, склеенных из разноцветных перьев. Тольтеки делали необыкновенные по формам и размерам плюмажи, мозаики, одежду из перьев различных птиц. По верованиям тольтеков, их верховным божеством был Кецалькоатль — Пернатый Змей. Этим именем был назван самый великий правитель столицы тольтеков, города Тулы, в середине IX в. Храмы, посвященные верховному божеству, всегда убирались очень богато: золотом, серебром, бирюзой, изумрудами. В одном из храмов все было украшено перьями; 4 комнаты храма смотрели на разные стороны света: с желтыми перьями — на восток, с голубыми — на запад, с белыми — на юг, с красными — на север.
Индейцы приписывали Кецалькоатлю изобретение божественного напитка, приводящего в экстаз и вызывающего блаженство, а также питья из какао-бобов.
Легенды рассказывают, что Кецалькоатль всегда был против традиционных тольтекских ритуалов с кровавыми человеческими жертвоприношениями, но за них выступал другой бог, Тескатлипока, дух ночи. Археологи обнаружили следы обрядов в окрестностях древнего города Чичен Ица, об этом же писали жрецы майя в книгах периода испанских конкистадоров.

## Культура
В своей культуре тольтеки развивали традиции Теотиуакана и Шочикалько.
Культура тольтеков оказала значительное влияние на формирование ацтеков.
Сохранившиеся памятники архитектуры и скульптуры тольтеков поражают монументальностью и суровым величием. Ступенчатая пирамида в Тольяне была украшена рельефами (воины, орлы, ягуары), а крыша храма наверху поддерживалась четырьмя колоссальными (высота 4,6 м) массивными каменными фигурами воинов.
В искусстве тольтеков преобладали военные темы; распространены также фигуры полулежащего бога с чашей для жертвоприношений.

## Правители
Известны имена девяти правителей тольтеков: 
- Чалчиутланецин (IX в.),
- Иштлилкуэчаауак,
- Уэцин,
- Тотенеу,
- Накошок,
- Митл-Тлакомиуа,
- царица Шиуикеницин,
- Истаккалцин,
- Топилицин.